# Зазулин (хутор)
Зазулин (также Зозулин) — хутор в Апшеронском районе Краснодарского края России. Входит в состав Апшеронского городского поселения.

## География
Улицы
| - пер. 8 Марта, - пер. Горный, - пер. Добролюбова, - пер. Курганный, - пер. Набережный, - ул. 108 км, - ул. 8 Марта, - ул. Горная, - ул. Добролюбова, - ул. Западная, | - ул. Калинина, - ул. Курганная, - ул. М.Шоссе, - ул. Мостовая, - ул. Набережная, - ул. Панфилова, - ул. Подсобное х-во, - ул. Угольная, - ул. Южная. |

## Население
| 2002 | 2010 |
| ---- | ---- |
| 757  | ↘630 |